# Warner Baxter
Warner Baxter (n. 29 martie 1889, Ohio, SUA, d. 7 mai 1951, California) a fost un actor american de teatru și film laureat al premiului Oscar.

## Filmografie
| An   | Film                          | Rol                                     | Note                                                             |
| ---- | ----------------------------- | --------------------------------------- | ---------------------------------------------------------------- |
| 1914 | Her Own Money                 | Lew Alden                               | nemenționat                                                      |
| 1918 | All Woman                     |                                         | nemenționat                                                      |
| 1919 | Lombardi, Ltd.                |                                         | nemenționat                                                      |
| 1921 | First Love                    | Donald Halliday                         | Incomplet; Museum of Modern Art (New York)                       |
| 1921 | Cheated Hearts                | Tom Gordon                              |                                                                  |
| 1921 | The Love Charm                | Thomas Morgan                           |                                                                  |
| 1921 | Sheltered Daughters           | Pep Mullins                             |                                                                  |
| 1922 | If I Were Queen               | Vladimir                                |                                                                  |
| 1922 | A Girl's Desire               | Jones/Lord Dysart                       |                                                                  |
| 1922 | The Ninety and Nine           | Tom Silverton/Phil Bradbury             |                                                                  |
| 1922 | The Girl in His Room          | Kirk Waring                             |                                                                  |
| 1922 | Her Own Money                 | Lew Alden                               |                                                                  |
| 1923 | St. Elmo                      | Murray Hammond                          | Pierdut                                                          |
| 1923 | Blow Your Own Horn            | Jack Dunbar                             |                                                                  |
| 1923 | In Search of a Thrill         | Adrian Torrens                          |                                                                  |
| 1923 | Those Who Dance               | Bob Kane                                | Existent; Library of Congress (conform recenzie Tave/IMDb)       |
| 1924 | Christine of the Hungry Heart | Stuart Knight                           | Existent; Library of Congress (conform recenzie Tave/IMDb)       |
| 1924 | The Female                    | Col. Valentia                           |                                                                  |
| 1924 | His Forgotten Wife            | Donald Allen/John Rolfe                 | Existent; Library of Congress                                    |
| 1924 | Alimony                       | Jimmy Mason                             |                                                                  |
| 1924 | The Garden of Weeds           | Douglas Crawford                        |                                                                  |
| 1925 | The Best People               | Henry Morgan                            | Pierdut                                                          |
| 1925 | A Son of His Father           | Big Boy Morgan                          |                                                                  |
| 1925 | Rugged Water                  | Calvin Horner                           | Pierdut                                                          |
| 1925 | Welcome Home                  | Fred Prouty                             | Existent                                                         |
| 1925 | The Awful Truth               | Norman Satterlee                        | înregistrare păstrată la UCLA Film and Television (conform IMDb) |
| 1925 | The Air Mail                  | Russ Kane                               | Incomplet                                                        |
| 1925 | The Golden Bed                | Bunny O'Neill                           | 'Existent'                                                       |
| 1925 | Mismates                      | Ted Carroll                             | Pierdut                                                          |
| 1926 | Aloma of the South Seas       | Nuitane                                 | Pierdut                                                          |
| 1926 | The Runaway                   | Wade Murrell                            | Pierdut                                                          |
| 1926 | Mannequin                     | John Herrick                            | Existent                                                         |
| 1926 | The Great Gatsby              | Jay Gatsby                              | Pierdut                                                          |
| 1926 | Miss Brewster's Millions      | Thomas B. Hancock Jr                    | Pierdut                                                          |
| 1927 | The Coward                    | Clinton Philbrook                       |                                                                  |
| 1927 | Singed                        | Royce Wingate                           | Pierdut                                                          |
| 1927 | Drums of the Desert           | John Curry                              | Pierdut                                                          |
| 1927 | The Telephone Girl            | Matthew Standish                        | Pierdut                                                          |
| 1927 | Craig's Wife                  | Walter Craig                            | Pierdut                                                          |
| 1928 | Danger Street                 | Rolly Sigsby                            |                                                                  |
| 1928 | Ramona                        | Alessandro                              | Existent                                                         |
| 1928 | Three Sinners                 | James Harris                            | Pierdut                                                          |
| 1928 | The Tragedy of Youth          | Frank Gordon                            | Pierdut                                                          |
| 1928 | West of Zanzibar              | Doc                                     | regizat de Tod Browning; Existent                                |
| 1928 | A Woman's Way                 | Tony                                    | Pierdut                                                          |
| 1928 | In Old Arizona                | The Cisco Kid                           | Academy Award for Best Actor - Existent                          |
| 1929 | Romance of the Rio Grande     | Pablo Wharton Cameron                   |                                                                  |
| 1929 | Behind That Curtain           | Col. John Beetham                       | Existent                                                         |
| 1929 | The Far Call                  | ?                                       | Pierdut                                                          |
| 1929 | Thru Different Eyes           | Jack Winfield                           | Existent                                                         |
| 1929 | Linda                         | Dr. Paul Randall                        | Existent                                                         |
| 1930 | Renegades                     | Deucalion                               | Existent                                                         |
| 1930 | Such Men Are Dangerous        | Ludwig Kranz                            | Existent; Library of Congress                                    |
| 1930 | The Arizona Kid               | The Cisco Kid                           | Existent; Library of Congress                                    |
| 1930 | The Squaw Man                 | James 'Jim' Wingate, aka Jim Carston    | Existent                                                         |
| 1931 | Their Mad Moment              | Esteban Cristera                        |                                                                  |
| 1931 | Doctors' Wives                | Dr. Judson Penning                      |                                                                  |
| 1931 | The Stolen Jools              | The Cisco Kid                           |                                                                  |
| 1931 | Daddy Long Legs               | Jervis Pendleton                        |                                                                  |
| 1931 | The Cisco Kid                 | The Cisco Kid                           |                                                                  |
| 1931 | Surrender                     | Sgt. Dumaine                            |                                                                  |
| 1932 | Six Hours to Live             | Capt. Paul Onslow                       |                                                                  |
| 1932 | Man About Town                | Stephen Morrow                          |                                                                  |
| 1932 | Amateur Daddy                 | Jim Gladden                             |                                                                  |
| 1933 | Dangerously Yours             | Andrew Burke                            |                                                                  |
| 1933 | 42nd Street                   | Julian Marsh                            |                                                                  |
| 1933 | I Loved You Wednesday         | Philip Fletcher                         |                                                                  |
| 1933 | Paddy the Next Best Thing     | Lawrence Blake                          |                                                                  |
| 1933 | Penthouse                     | Jackson 'Jack' Durant                   |                                                                  |
| 1934 | Hell in the Heavens           | Lt. Steve Warner                        |                                                                  |
| 1934 | As Husbands Go                | Charles Lingard                         |                                                                  |
| 1934 | Grand Canary                  | Dr. Harvey Leith                        |                                                                  |
| 1934 | Stand Up and Cheer!           | Lawrence Cromwell                       |                                                                  |
| 1934 | Such Women Are Dangerous      | Michael Shawn                           |                                                                  |
| 1934 | Broadway Bill                 | Dan Brooks                              |                                                                  |
| 1935 | Under the Pampas Moon         | Cesar Campo                             |                                                                  |
| 1935 | One More Spring               | Jaret Otkar                             |                                                                  |
| 1935 | La Fiesta de Santa Barbara    | Himself                                 | Short film                                                       |
| 1936 | White Hunter                  | Capt. Clark Rutledge                    |                                                                  |
| 1936 | To Mary - with Love           | Jack Wallace                            |                                                                  |
| 1936 | The Road to Glory             | Captain Paul La Roche                   |                                                                  |
| 1936 | The Prisoner of Shark Island  | Dr. Samuel Mudd                         |                                                                  |
| 1936 | King of Burlesque             | Kerry Bolton                            |                                                                  |
| 1936 | The Robin Hood of El Dorado   | Joaquin Murrieta                        |                                                                  |
| 1937 | Wife, Doctor and Nurse        | Dr. Judd Lewis                          |                                                                  |
| 1937 | Vogues of 1938                | George Curson                           |                                                                  |
| 1937 | Slave Ship                    | Jim Lovett                              |                                                                  |
| 1938 | I'll Give a Million           | Tony Newlander                          |                                                                  |
| 1938 | Kidnapped                     | Alan Breck                              |                                                                  |
| 1939 | Barricade                     | Hank Topping                            |                                                                  |
| 1939 | Wife, Husband and Friend      | Leonard Borland aka Logan Bennett       |                                                                  |
| 1939 | The Return of the Cisco Kid   | The Cisco Kid                           |                                                                  |
| 1940 | Earthbound                    | Nick Desborough                         |                                                                  |
| 1941 | Adam Had Four Sons            | Adam Stoddard                           |                                                                  |
| 1943 | Crime Doctor                  | Dr. Robert Ordway, formerly Phil Morgan | first of 10 films in the Crime Doctor B-film series              |
| 1943 | Crime Doctor's Strangest Case | Dr. Robert Ordway                       |                                                                  |
| 1944 | Shadows in the Night          | Dr. Robert Ordway                       |                                                                  |
| 1944 | Lady in the Dark              | Kendall Nesbitt                         |                                                                  |
| 1945 | Crime Doctor's Warning        | Dr. Robert Ordway                       |                                                                  |
| 1945 | The Crime Doctor's Courage    | Dr. Robert Ordway                       |                                                                  |
| 1946 | Crime Doctor's Man Hunt       | Dr. Robert Ordway                       |                                                                  |
| 1946 | Just Before Dawn              | Dr. Robert Ordway                       |                                                                  |
| 1947 | Crime Doctor's Gamble         | Dr. Robert Ordway                       |                                                                  |
| 1947 | The Millerson Case            | Dr. Robert Ordway                       |                                                                  |
| 1948 | The Gentleman from Nowhere    | Earl Donovan/Robert Ashton              |                                                                  |
| 1949 | The Crime Doctor's Diary      | Dr. Robert Ordway                       | last of the Crime Doctor series                                  |
| 1949 | The Devil's Henchman          | Jess Arno                               |                                                                  |
| 1949 | Prison Warden                 | Warden Victor Burnell                   |                                                                  |
| 1950 | State Penitentiary            | Rodger Manners                          |                                                                  |
| 1952 | O. Henry's Full House         |                                         | clip of Baxter from The Cisco Kid                                |